# Fête de Neptune

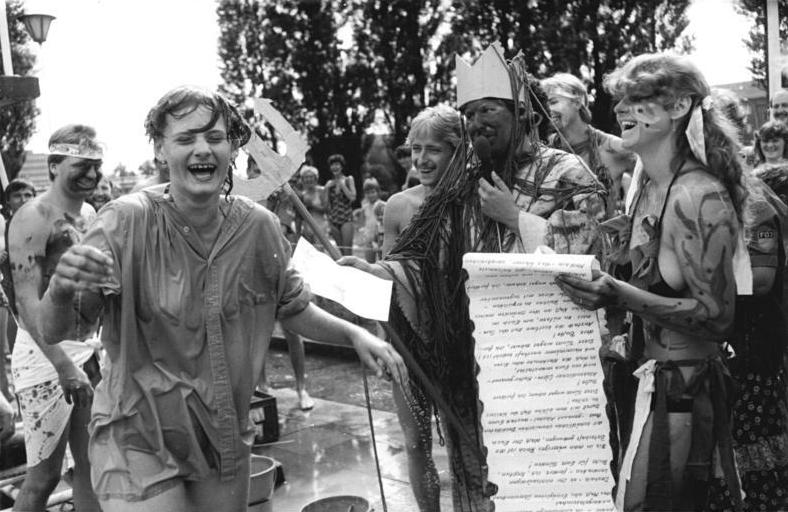
Fête de Neptune en 1985 dans le stade de natation berlinois Siegfriedstrasse

La fête de Neptune est un rituel festif populaire dans les régions de l'ancienne RDA. Il s'agit d'une sorte de baptême laïc pour les enfants et les jeunes. Ceux qui sont baptisés sont alors pris dans l'empire de Neptune. La fête de Neptune a principalement lieu dans les nouveaux Länder près de la Mer Baltique ou au bord des lacs, près de centres de vacances et de loisirs et lors de fêtes sur la plage. Une fête de Neptune est souvent l'apogée d'un séjour pour enfants dans un camp de vacances.

## Déroulement

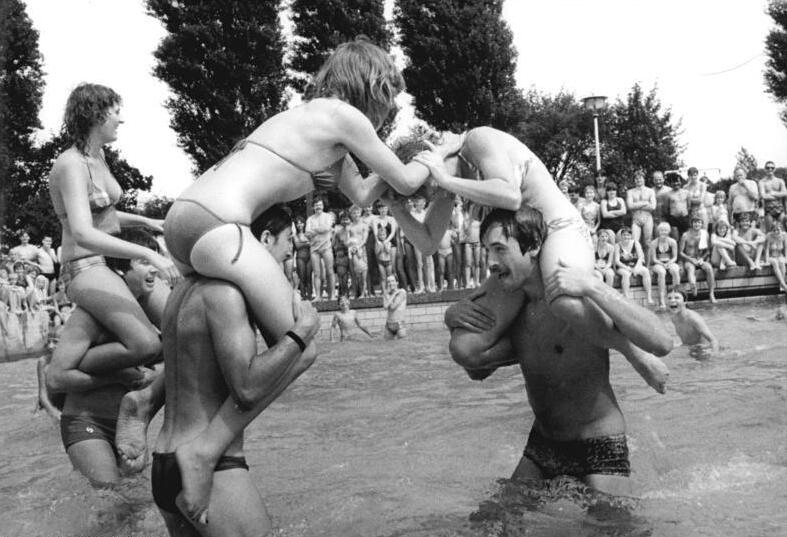
Berlin, piscine de Siegfriedstraße, fête du sport et de Neptune

Le déroulement de la fête change en fonction du lieu, le plus souvent les festivités commencent avec un homme revêtu comme Neptune, en général peint en vert avec la barbe et le trident, accompagné de ses adjoints, ceux qu'on appelle sbires, qui entrent ou arrivent par bateau. Ils sont aussi peints en vert, recouverts de varech, d'algues ou de matière légère semblable au varech.
Préalablement certains enfants sont choisis pour le baptême. Ils l'ignorent et se trouvent parmi les spectateurs de cette fête, et attendent de savoir qui seront les enfants sélectionnés. Ceux qui assistent a ce baptême pour la première fois sont eux aussi à moitié baptisés. 
Après les annonces générales le Neptune appelle le nom de celui qui sera baptisé, après quoi celui appelé cherche souvent à fuir. Les sbires vont alors chercher la personne et l'emmènent jusqu'à Neptune, il doit d'abord boire un mélange liquide, pendant que les sbires le tiennent. Ce mélange semble insignifiant et étrange (de l'eau avec des bouillons cubes Maggi, de la limonade avec du vinaigre, des petits bouts de pains dans de l'eau salée, etc.). Un poème, « prière a Neptune », doit être appris par cœur et récité. Ensuite le baptisé est « remis à la mer », c'est-à-dire qu'il est jeté dans l'eau, puis il reçoit un document avec un nom de baptême comme par exemple Schleimige le concombre de mer ou le dauphin rond.
Le rituel s'appuie sur celui du baptême de l'Équateur connu dans la navigation. 

## Source
- (de) Cet article est partiellement ou en totalité issu de l’article de Wikipédia en allemand intitulé « Neptunfest » (voir la liste des auteurs).